# Tratado de Ancón
O Tratado de Ancon, oficialmente Tratado de Paz e Amizade entre as Repúblicas do Chile e do Peru, foi assinado pelos representantes do Chile, Jovino Novoa Vidal, e pelo representante do Peru, José Antonio de Lavalle, em 20 de outubro de 1883, em Lima, a capital peruana embora tenha sido elaborada em Ancón. O tratado oficializou o fim da Guerra do Pacífico e estabilizou as relações de pós-guerra entre eles.
Dos «14 artigos do tratado». es.wikisource.org, o primeiro restabelece a paz; no segundo, o Peru cede perpétua e incondicionalmente ao Chile o domínio sobre o departamento de Tarapacá e, no terceiro, determina a ocupação chilena durante o período de dez anos das províncias de Tacna e Arica. Após esse período, um plebiscito seria organizado para determinar a nacionalidade dessas e outras concessões. Os artigos cinco a doze determinam as obrigações financeiras e mercantis que afetarão a exploração de guano e salitre (que possuíam utilidade como fertilizantes e também eram utilizados para a fabricação de munição, pois, manipulados, podiam ser transformados em nitrato de sódio), dívidas peruanas e compensações a cidadãos chilenos expulsos do Peru. Os dois últimos artigos estipulam o reconhecimento dos atos administrativos e judiciais durante a ocupação e ratificação do próprio tratado.
As negociações ocorreram durante a Guerra do Pacífico, enquanto Lima foi ocupada pelo exército chileno e foram iniciadas e realizadas pelo governo peruano de Miguel Iglesias contra a oposição do governo peruano de Lizardo Montero que representava uma parte importante do espectro político peruano. Após a batalha de Huamachuco em agosto de 1883, e a fuga de Montero para a Bolívia, o líder militar da oposição, Caceres escolheu reconhecer o tratado como um fato consumado.
Credores europeus do Peru se opuseram ao tratado e tentaram uma ação conjunta dos governos de seus países contra ele, o que não teve sucesso diante da resposta conjunta do Chile e do Peru.

## Contexto histórico
Após a ocupação de Lima pelo exército chileno em janeiro de 1881, a Guerra do Pacífico não terminou, e continuou há matar pessoas de  ambos os países e mergulhando o Peru em uma guerra civil que às vezes parecia pôr em perigo a sua existência como nação. Embora todos desejassem a paz, especialmente o Peru e o Chile, um acordo de paz parecia inviável. A Bolívia tinha uma atitude de expectativa, na esperança de recuperar os territórios ocupados pelo Chile em 1879.
Na medida em que sangue era derramado e os recursos consumidos, os custos da guerra praticamente impõem as condições para a paz. O Chile não desocuparia territórios sem garantias, como pedia o mediador peruano  José Antonio de Lavalle. E após a conquista de Huascar, em uma oferta de mediação do Ministro Plenipotenciário dos Estados Unidos na Bolívia, Solomon Newton Pettis, o Chile exigiu a cessão de Antofagasta.  Durante a Conferência de Paz de Arica no USS Lackwanna, o Chile exigiu a cessão de Antofagasta e Tarapacá, além de garantir que não seria ameaçado por um tratado Peru-Bolívia.

### Credores
Economicamente, o guano significou a inserção destes países no comércio internacional no que tange o fornecimento desse fertilizante natural. Muito embora o seu significado seja maior para o Peru, posto que o guano predominou de maneira absoluta as suas exportações sendo responsável por um crescimento médio anual de 4,5 por cento entre 1840 e 1852 e 5,2 por cento entre 1852 e 1878, não se pode descartar a importância da descoberta para a Bolívia. Afinal, por mais que esse país tenha se dedicado à exploração de minas, especialmente para a extração de prata, o guano era um commodity muito buscado pelas potências européias e pelos Estados Unidos.
A Era do Guano e a própria guerra deixaram o Peru mergulhado em enormes dívidas garantidas com a riqueza de guano e salitre, e seus credores exerceram pressão e influência para obter seu pagamento. Entre os credores estavam os financiadores dos empréstimos de 1868, 1870 e 1872 que financiaram a construção das estradas de ferro  peruanas, os detentores das obrigações com que o Peru pagou a expropriação do salitre em 1875, e Casa Dreyfuss, encarregada de vender guano peruano na Europa em nome do estado peruano e fez pagamentos antecipados ao Peru (ver Contrato Dreyfus).
Entretanto, o governo chileno, que privatizou o salitre de Tarapacá, retomou a produção e venda de guano e salitre e concedeu aos credores da dívida peruana uma parcela dos lucros, mas a Companhia peruana e o Crédit Industriel não estavam afiliados ao governo do Chile, mas ofereceu aos governos de García Calderón e Montero para manter Tarapacá sob a soberania peruana e pagar indenização ao Chile em troca do controle do nitrato e guaneras do Peru.

### Intervenção dos Estados Unidos
O assassinato do presidente dos EUA James A. Garfield, em setembro de 1881, a posse do presidente Arthur e seu novo secretário de Estado, Frederick T. Frelinghuysen, e a acusação subsequente no Senado dos EUA contra Blaine para venda de influência levaram os EUA e o Chile a assinarem o Protocolo Viña del Mar, em que os Estados Unidos, entre outros, aceitam o direito do Chile de anexar Tarapacá como indenização de guerra.
 O historiador Jason Zorbas escreveu:
“na verdade, é possível afirmar que as tentativas americanas de afetar o acordo de paz não só prolongaram a guerra, mas tornaram a paz final muito mais severa ao Peru e  a Bolívia, contrariando as intenções dos Estados Unidos e subestimando um prestígio considerável dos norte-americanos  em todos os três países".:66:66

## Miguel Iglesias e o Manifesto de Montán
Quando Cáceres levantou as massas camponesas e indígenas para lutar contra os chilenos, criou um conflito social dentro do país, já que os camponeses exigiam uma parcela de poder que os grandes ruralistas não podiam dar sem afetar a estrutura social. Além disso, muitos peruanos se sentiram mais ameaçados pelos índios do que pelos chilenos.
Em 31 de agosto de 1882, em vista dos desastres que causaram a guerra no país e da impossibilidade de derrotar militarmente o exército de ocupação, o coronel Miguel Iglesias, com o apoio das províncias do norte do Peru, emitiu o manifesto de Montán, chamando para assinar a paz entre o Chile e o Peru aceitando a cessão territorial como parte do acordo; Em janeiro de 1883, Iglesias se proclamou " Presidente Regenerador da República" e enviou José Antonio de Lavalle para iniciar uma discussão em busca  de um tratado de paz com os negociadores chilenos, negociação esta a cargo de  Jovino Novoa Vidal por parte do Chile,  acordando assim as bases para o tratado em 3 de maio 1883.
Avelino Cáceres, que se opôs terminantemente a aceitar a cessão de territórios, tentou acabar com o governo de Iglesias e marchou para o norte, mas foi derrotado na batalha de Huamachuco  em 10 de julho de 1883. A decepção gerada pela derrota dos inimigos paz foi usado por Iglesias e Lynch (chefe do governo de ocupação chilena) para fortalecer o governo de Iglesias, que chegou a Lima em 23 de outubro de 1883. Em 22 de outubro 1883, o exército chileno tinha ocupado Ayacucho, sede do governo de Lizardo Montero.
Miguel Iglesias convocou um congresso constituinte que, sob a presidência de Antonio Arenas, elegeu como presidente provisório o mesmo Miguel Iglesias. O acordo entre os governos foi assinado em 20 de outubro de 1883 entre Jovino Novoa, pelo Chile, e José Antonio de Lavalle e Mariano Castro de Záldivar pelo Peru.
O tratado foi aprovado na Câmara dos Deputados do Chile por 43 votos a favor de um. No Senado chileno, sua aprovação foi unânime. A Assembleia Nacional do Peru ratificou o tratado em 8 de março de 1884 por 99 votos a 6.:468 

## Influências e intereses
Em resumo, pode-se dizer que o governo peruano de Iglesias negociou o tratado sob fortes pressões internas e externas:
1. cada grupo de credores queria a prioridade e o pagamento rápido através da renda do guano e salitre;
2. O Chile exigiu a cessão de Tarapacá e pelo menos o controle temporário de Tacna e Arica;
3. Cáceres e Montero se recusaram a aceitar uma missão territorial e consideraram Iglesias como um traidor;
4. as tensões sociais e étnicas no Peru aumentaram com o prolongamento do estado de guerra;
5. A duração do governo de Iglesias era incerta, já que os chilenos deixaram Lima.

Os negociadores peruanos escreveram ao Conselho de Ministros na entrega do texto acordado: embora suas estipulações certamente não são aquelas a que nosso patriotismo aspira, são, no entanto, as mais vantajosas que podem ser obtidas, atendendo às condições em que o Peru se encontrava.
Por sua vez, o Chile teve que agir rapidamente porque:
1. enfrentou forte oposição internacional para manter a ocupação do Peru;[11]:92
2. os credores o assediaram pelo pagamento das dívidas;
3. começou a aparecer os problemas do tratado de 1881 com a Argentina;
4. a ocupação teve um considerável custo humano;
5. ainda tinha que enfrentar uma  solução para o problema da saída ao mar da Bolívia.

A Bolívia não reconheceu o governo de Miguel Iglesias e, portanto, não participou das negociações, apesar da importância do assunto para o país do planalto, já que é a partida natural da Bolívia para o mar.

## Assinatura do tratado
Em 18 de outubro de 1883, o Chile reconheceu o governo de Iglesias e dois dias depois o tratado foi assinado em Lima. 

### Cláusulas do tratado
Nas «cláusulas do Tratado de Ancón». es.wikisource.org,os artigos 1, 2, 11, 13 e 14 restabelecem a paz (artigo 1) e as leis mercantis vigentes antes da guerra (artigo 11), cedem ao Chile perpétuo e incondicionalmente a província de Tarapacá (Artigo 2), reconhecem a validade dos atos administrativos e judiciais chilenos ocorridos durante a ocupação militar do Peru (artigo 13) e, finalmente, ordenam o intercâmbio de ratificações de tratados antes de 160 dias (artigo 14).
O artigo 3 foi o mais controverso e estipulou que o território das províncias de Arica e Tacna continuará a ser propriedade do Chile por 10 anos, após o que um plebiscito decidirá em que país os habitantes desejavam pertencer e o país vencedor deverá  pagar uma indenização  para o outro. O plebiscito não foi realizado e o status quo permaneceu até 1929 quando Tacna foi devolvido ao Peru e Arica permaneceu como território chileno. De acordo com alguns historiadores chilenos (Bulnes III), o "espírito" do artigo foi uma cessão disfarçada (para salvar a honra do governo das Igrejas) de ambas as províncias para o Chile e destinada a ser entregue à Bolívia quando a paz foi assinada com o país de altiplano. Esta interpretação é negada por J. Basadre e por Cárlos Paz Soldan.
Os artigos 4 a 10 tratam das conseqüências econômicas da mudança de propriedade dos depósitos de guano e nitrato. O Chile deve alocar 50% do produto da venda de guano de depósitos já conhecidos ao pagamento da dívida peruana. Os ganhos obtidos de depósitos desconhecidos antes do tratado seriam inteiramente para o Chile (artigo 4), isto era válido para qualquer forma de contrato de venda (artigo 7). O Peru e o Chile tiveram de concordar com os preços e os montantes das vendas para evitar a concorrência nociva (artigo 5), os credores tiveram que qualificar seus valores mobiliários pelas autoridades chilenas (Artigo 6) e outros títulos de dívida não seriam reconhecidos (Artigo 8). As Ilhas Lobos de Afuera estarão sob administração e exploração chilenas, desde que existissem depósitos de guano exploráveis e 50% dos lucros tiveram que ser entregues ao Peru (artigos 9 e 10).
O artigo 12 estabeleceu tribunais de arbitragem que determinaram a compensação a pagar aos cidadãos chilenos expulsos do Peru cujos bens foram apreendidos no início da guerra.

### Consequências imediatas do tratado
Cáceres reconheceu o tratado "como um fato consumado" em 6 de junho de 1884 e concentrou-se em derrubar o governo de Iglesias iniciando a guerra civil de 1884-85. Os EUA e o Império alemão reconheceram o governo de Iglesias em abril desse ano.: Em 3 de novembro de 1883, a Bolívia reconheceu o governo de Iglesias.
Em 15 de fevereiro de 1884, os governos da França, Grã-Bretanha, Holanda, Itália, Bélgica e Espanha apresentaram uma reclamação aos governos do Chile e do Peru, no qual protestaram contra a transferência de depósitos de guano e nitrato para o Chile, pois eram  garantia de dívidas contraídas pelo Estado peruano com empresas dos respectivos países. O Peru e o Chile responderam que eram países soberanos que organizavam seus tratados de acordo com seus interesses.

## A disputa de Tacna e Arica
O plebiscito de Tacna e Arica, que deveria ser realizado até 1894, nunca foi realizado e as "províncias cativas", como eram chamadas no Peru, permaneceram ocupadas até 1929. Aparentemente, não foi alcançado nenhum acordo sobre quem eram os eleitores (apenas aqueles nascidos na área ou imigrantes e a partir de quantos anos). O interesse chileno em conservar a região para dar como uma saída ao mar para a Bolívia também foi um fator importante.
Em 1904, o Chile e a Bolívia assinaram o Tratado de Paz que, entre outros, garantiu à Bolívia o uso do porto de Arica e a construção de uma linha ferroviária entre o porto e La Paz, comprometendo uma solução sobre Tacna e Arica com o Peru. A disputa sobre Tacna e Arica ofuscou as relações entre Peru e Chile, mas também influenciou as relações com outros países. Em 1889, Peru ofereceu aos EUA o porto de Chimbote como uma estação de carvão para a sua marinha em troca de apoio para a integridade de seu antigo território. :136 Por sua vez, o Chile promoveu um  "entendimento" com a Colômbia e Equador, bem como, nos Pactos de Mayo, conseguiu o compromisso argentino de não interferir nos assuntos da costa do Pacífico. :143
Em 9 de abril de 1898, foi assinado o protocolo de Billinghurst-La Torre, que previa o plebiscito com o reino da Espanha como instância decisiva na seleção dos eleitores e como membro neutro do colégio eleitoral. O Peru aprovou o acordo, mas o Senado chileno solicitou esclarecimentos e não foi aprovado. :142
Em 1910, a Bolívia sugeriu ao Peru desistir de Tacna e Arica para obter uma saída para o mar. O Peru rejeitou a sugestão. A partir de 1910, o Chile anunciou que considerava o termo de 10 anos como um termo mínimo para a ocupação da região em disputa e expulsou trabalhadores e sacerdotes peruanos durante um processo de chilenização da região em disputa. Naquele ano, o Chile e o Peru rompem as relações diplomáticas. :154 Em 1 de novembro de 1920, a delegação peruana na Liga das Nações, um órgão supranacional criado para promover a paz, pediu ao órgão internacional para rever o tratado de Ancon, em particular solicitou o retorno de Tacna, Arica e Tarapacá porque de acordo com os novos preceitos do direito internacional, não permitiram a anexação de territórios e também porque o Chile teria anulado o tratado violando sistematicamente todas as cláusulas favoráveis para o Peru. No mesmo dia, a Bolívia apresentou um requisito semelhante que exigiu o retorno de Antofagasta. As propostas não foram aceitas pela assembleia. :160
Em 1922, o secretário de Estado dos EUA, Charles Evans Hughes, persuadiu os litigantes a aceitarem o Acordo de Washington de 1922 que prevê uma arbitragem sobre a viabilidade do plebiscito previsto no artigo III do Tratado Ancon e, se for viável, determinar a regras para cumprir. Caso o referendo não seja viável, outra solução será apresentada. O árbitro decidiu no Coolidge Award, em 4 de março de 1925, que o plebiscito era viável, mas em 1926, presidente da comissão encarregada de organizar o plebiscito, culpou o Chile por impedir o referendo. :163
Finalmente, ambos os governos concordaram em reiniciar suas relações diplomáticas e negociar bilateralmente uma saída para o problema, que concordaram com o Tratado de Lima. Em 1975, Chile e Bolívia solicitaram ao Peru (Acordo de Charaña) permitir a entrega de uma parte da província de Arica a Bolívia. O Peru rejeitou a proposta.
Mesmo com o final da Guerra, os lados beligerantes não se pacificaram totalmente e apenas com o Tratado de 1929 entre Peru e Chile e a posterior devolução do território de Tacna é que as relações entre os Estados foram retomadas, no entanto perduram até os dias de hoje uma desconfiança por ambas as partes e a concepção na sociedade peruana que o tratado não foi benéfico para o país. No lado boliviano, devido a perda de acesso ao mar, que não foi negociada após a Guerra, os sentimentos antichilenos são ainda maiores e mantem em pleno século XXI um clima de descrédito e desejo de reaver o acesso ao Oceano Pacífico, as relações entre os países são tratadas apenas a nível consular e são constantes os pedidos de retomada das negociações pelo lado boliviano.